# Antônio Prado de Minas
Antônio Prado de Minas este un oraș din unitatea federativă Minas Gerais, Brazilia.